# Altass
Altass (Schots-Gaelisch: Alltais) is een dorp in de buurt van Lairg in de Schotse lieutenancy Sutherland in het raadsgebied Highland.